# Telescopi XO
El Telescopi XO és un telescopi situat al cim de 3.054 m de Haleakala a Maui, Hawaii, format per un parell de lens de teleobjectiu de 200 mm. El projecte XO utilitza per detectar planetes extrasolars que empren el mètode de trànsit. És similar al telescopi de rastreig TrES. La construcció del telescopi únic en la seva classe va costar 60.000 $ per al maquinari i molt més que això per al programari associat.

## Planetes descoberts
El telescopi XO ha descobert sis objectes fins ara, cinc són planetes de Júpiters ardents i un, XO-3b, és probablement una nana marró. Tots van ser descoberts utilitzant el mètode de trànsit.

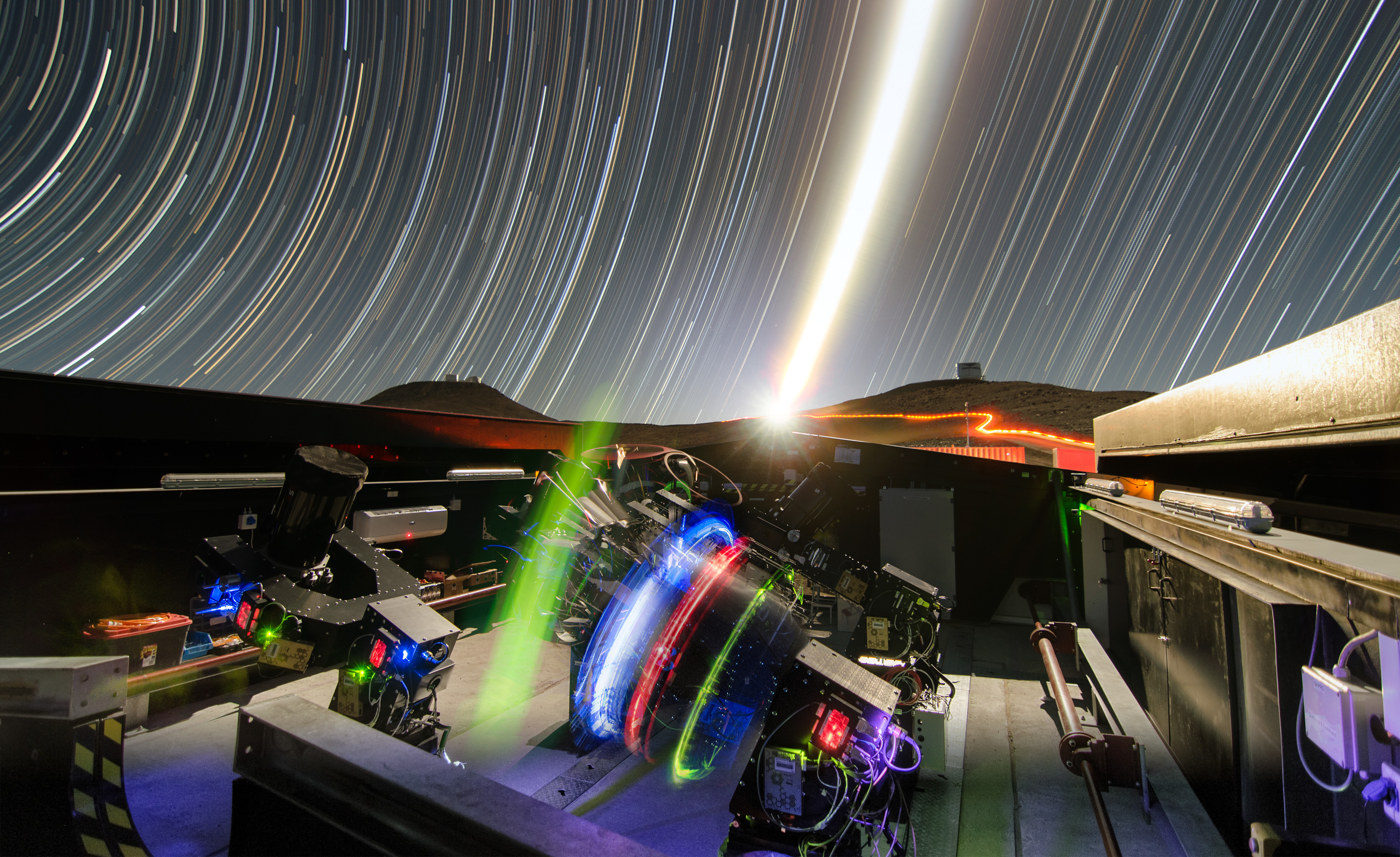
Next-Generation Transit Survey (NGTS) a l'Observatori Paranal.

| Estrella | Constel·lació  | Ascensió recta   | Declinació       | Mag. ap. | Distància (al) | Tipus espectral | Planeta | Massa (MJ) | Radi (RJ) | Període orbital (d) | Semieix major (ua) | Excentricitat orbital | Inclinació (°) | Any del descobriment |
| -------- | -------------- | ---------------- | ---------------- | -------- | -------------- | --------------- | ------- | ---------- | --------- | ------------------- | ------------------ | --------------------- | -------------- | -------------------- |
| XO-1     | Corona Boreal  | 16h 02m 12s      | +28° 10′ 11″     | 11.319   | 600            | G1V             | XO-1b   | 0.9        | 1.3       | 3.941534            | 0.0488             | 0                     | 87.7           | 2006                 |
| XO-2N    | Linx           | 07h 48m 07s      | +50° 13′ 33″     | 11.25    | 486            | K0V             | XO-2Nb  | 0.57       | 0.973     | 2.615838            | 0.0369             | 0                     | 88.58          | 2007                 |
| XO-3     | Camelopardalis | 04h 21m 53s      | +57° 49′ 01″     | 9.91     | 850            | F5V             | XO-3b   | 11.79      | 1.217     | 3.1915239           | 0.0454             | 0.26                  | 84.2           | 2007                 |
| XO-4     | Linx           | 07h 21m 33.1657s | +58° 16′ 05.005″ | 10.78    | 956            | F5V             | XO-4b   | 1.72       | 1.34      | 4.12502             | 0.0555             | 0.0024                | 88.7           | 2008                 |
| XO-5     | Linx           | 07h 46m 51.959s  | +39° 05′ 40.47″  | 12.1     | 881            | G8V             | XO-5b   | 1.15       | 1.15      | 4.187732            | 0.0508             | 0.0029                | 86.8           | 2008                 |
| XO-6     |                |                  |                  |          |                | F5V             | XO-6b   |            |           |                     |                    |                       |                | 2016                 |